# نعومي جود
نعومي جود (بالإنجليزية: Naomi Judd)‏ هي متحدثة تحفيزية وممرضة ومغنية مؤلفة ومغنية وموسيقية أمريكية، ولدت في 11 يناير 1946 في أشلاند في الولايات المتحدة.

## وصلات خارجية
- الموقع الرسمي
- نعومي جود على موقع IMDb (الإنجليزية)
- نعومي جود على موقع الموسوعة البريطانية (الإنجليزية)
- نعومي جود على موقع ألو سيني (الفرنسية)
- نعومي جود على موقع ميوزك برينز (الإنجليزية)
- نعومي جود على موقع تيرنر كلاسيك موفيز (الإنجليزية)
- نعومي جود على موقع أول موفي (الإنجليزية)
- نعومي جود على موقع قاعدة بيانات الأفلام السويدية (السويدية)
- نعومي جود على موقع إن إن دي بي (الإنجليزية)
- نعومي جود على موقع ديسكوغز (الإنجليزية)
- نعومي جود على موقع قاعدة بيانات الفيلم (الإنجليزية)